# Lucebert
Lucebert (/ˈluːtʃɨbɛərt/; Lubertus Jacobus Swaanswijk; n. 15 septembrie 1924 – d. 10 mai 1994) a fost un poet și pictor neerlandez, membru al grupării artistice CoBrA.
S-a născut la Amsterdam în 1924. A studiat la Institutul de Arte și Artizanat și a participat la prima expoziție a grupării CoBrA la muzeul Stedelijk din Amsterdam, în 1949.

## Biografie
Talentul lui Lucebert a fost descoperit în timp ce acesta lucra cu tatăl său după ore. La o jumătate de an după ce intrase la institutul de arte, Lucebert a devenit vagabond și nu a avut acoperiș deasupra capului până în 1947, când o mănăstire i-a oferit adăpost în schimbul executării unei picturi murale de dimensiuni foarte mari. Lucebert a realizat lucrarea, dar aceasta nu a fost apreciată de călugări și a fost vopsită cu alb.
Se regăsea în mișcarea literară olandeză „De Vijftigers”, care era puternic influențată de mișcarea avant-garde europeană CoBrA. Această influență se remarcă în primele lucrări ale lui Lucevert, care reflecta o viziune pesimistă asupra vieții.
Cele mai multe poezii ale sale sunt colecționate în Gedichten 1948-1965. În anii 1960, a pictat lucrări figurativ-expresioniste.
Unul din citatele sale celebre este versul „Alles van waarde is weerloos” din poezia De zeer oude zingt (neerlandeză Omul foarte bătrân cântă), citat care se traduce aproximativ „Toate lucrurile prețioase sunt neajutorate/vulnerabile”. Propoziția este instalată, în formă de litere de neon, pe acoperișul clădirii unei companii de asigurări din Rotterdam în anii 1980, cât și pe pereții altor clădiri din preajmă..
Lucebert a fost un activist anti-apartheid notabil.

## Premii
- 1954 - premiul orașului Amsterdam pentru literatură
- 1959 - Premiul Mediteranei la Bienala de la Paris
- 1962 - Premiul Marzotto gr. 2
- 1964 - Premiul Carlo Cardazzo la cea de-a 32-a Bienală de la Veneția
- 1965 - Premiul Constantijn Huygens
- 1967 - Premiul P. C. Hooft, înalt premiu al Guvernului olandez pentru literatură
- 1983 - „Prijs der Nederlandse Letteren” pentru contribuții în literatura olandeză